# Ausra Kance
Aušra Tvarijonaitė-Kancė, röviden Aušra Kancė (1975. január 13. –) litván nemzetközi női labdarúgó-játékvezető.

## Pályafutása
A LFF Játékvezető Bizottságának (JB) minősítésével a 1 Lyga, majd az A Lyga játékvezetője. Küldési gyakorlat szerint rendszeres 4. bírói, illetve alapvonalbírói szolgálatot is végzett. A nemzeti női labdarúgó bajnokságban kiemelkedően foglalkoztatott bíró. A nemzeti játékvezetéstől 2012-ben visszavonult.
A Litván labdarúgó-szövetség JB terjesztette fel nemzetközi játékvezetőnek, a Nemzetközi Labdarúgó-szövetség (FIFA) 2003-tól tartotta nyilván női bírói keretében. A FIFA JB központi nyelvei közül az angolt beszéli. Az UEFA JB besorolása szerint 2. kategóriás bíró. Több nemzetek közötti válogatott (Női labdarúgó-világbajnokság, Női labdarúgó-Európa-bajnokság), valamint UEFA Női Bajnokok Ligája klubmérkőzést vezetett, vagy működő társának 4. bíróként segített. A FIFA JB nyilvántartásában 2013-ban nem szerepel.
A 2007-es női labdarúgó-világbajnokságon, valamint a 2013-as női labdarúgó-világbajnokságon a FIFA JB játékvezetőként alkalmazta. Selejtező mérkőzéseket az UEFA zónában irányított. 
| Időpont             | Helyszín                          | Mérkőzés típusa                     | Mérkőzés                    | Eredmény |
| ------------------- | --------------------------------- | ----------------------------------- | --------------------------- | -------- |
| 2005. szeptember 1. | Ertl Glas, Amstetten              | (2007 vb) előselejtező (5. csoport) | Ausztria–Anglia             | 3 – 1    |
| 2006. május 10.     | Stadion der Freundschaft, Cottbus | (2007 vb) előselejtező (4. csoport) | Németország–Írország        | 1 – 0    |
| 2010. augusztus 25. | Oval Stadion, Belfast             | (2013 vb) előselejtező (1. csoport) | Észak-Írország–Horvátország | 3 – 1    |

A 2005-ös női labdarúgó-Európa-bajnokságon,  2009-es női labdarúgó-Európa-bajnokságon és a 2013-as női labdarúgó-Európa-bajnokságon az UEFA JB játékvezetőként foglalkoztatta. 
| Időpont            | Helyszín                          | Mérkőzés típusa                     | Mérkőzés                                                         | Eredmény | Nézők száma |
| ------------------ | --------------------------------- | ----------------------------------- | ---------------------------------------------------------------- | -------- | ----------- |
| 2003. június 14.   | Városi Stadion, Reykjavík         | (2005 eb) előselejtező (3. csoport) | Izland–Magyarország                                              | 4 – 1    | 2327        |
| 2007. május 5.     | Bouleyres Stadion, Bulle          | (2009 eb) előselejtező (4. csoport) | Svájc–Belgium                                                    | 1 – 0    |             |
| 2008. május 8.     | Fred Aubert Stadion, Saint-Brieuc | (2009 eb) előselejtező (3. csoport) | Franciaország–Szerbia                                            | 2 – 0    |             |
| 2011. október 12.  | Városi Stadion, Nesz-Cijóna       | (2013 eb) előselejtező (4. csoport) | Izrael–Skócia                                                    | 1 – 6    | 130         |
| 2011. november 23. | Káposztás utcai Stadion, Sopron   | (2013 eb) előselejtező (3. csoport) | Magyar női labdarúgó-válogatott–Északír női labdarúgó-válogatott | 2 – 2    | 75          |
| 2012. március 31.  | Lovecsi Stadion, Lovecs           | (2013 eb) előselejtező (3. csoport) | Bulgária–Norvégia                                                | 0 – 3    | 100         |
| 2012. június 16.   | Olimpiai Stadion, Torino          | (2013 eb) előselejtező (1. csoport) | Olaszország–Macedónia                                            | 9 – 0    | 3000        |

Az UEFA JB küldésére vezette az UEFA Női Bajnokok Ligája találkozót.
| Időpont              | Helyszín                           | Mérkőzés típusa              | Mérkőzés                | Eredmény |
| -------------------- | ---------------------------------- | ---------------------------- | ----------------------- | -------- |
| 2010. szeptember 23. | Hidegkuti Nándor Stadion, Budapest | előselejtező (16 közé jutás) | MTK Hungária FC–Everton | 0 – 0    |